# باميلا باخ
باميلا باخ (بالإنجليزية: Pamela Bach)‏ (ولدت باسم باميلا آن فايسينباخ، 16 أكتوبر 1963) معروفة أيضا باسم باميلا باخ-هاسيلهوف ممثلة أمريكية.

## نشأتها
نشأت باميلا باخ في تلسا بولاية أوكلاهوما، وهي الثانية من بين ثلاث بنات. والدتها عارضة أزياء، التحقت بمدرسة تولسا الشرقية المركزية الثانوية ودرست الهندسة وفنون المسرح في كلية نورث إيسترن أوكلاهوما إيه آند إم. انتقلت إلى لوس أنجلوس عام 1985.

## روابد خارجية
- باميلا باخ على موقع IMDb (الإنجليزية)
- باميلا باخ على موقع ألو سيني (الفرنسية)
- باميلا باخ على موقع أول موفي (الإنجليزية)
- باميلا باخ على موقع إن إن دي بي (الإنجليزية)
- باميلا باخ على موقع قاعدة بيانات الفيلم (الإنجليزية)
- باميلا باخ على موقع كينوبويسك (الروسية)